# Dermayu (Sindang)
Dermayu is een bestuurslaag in het regentschap Indramayu van de provincie West-Java, Indonesië. Dermayu telt 3153 inwoners (volkstelling 2010).